# Авіаційна торпеда

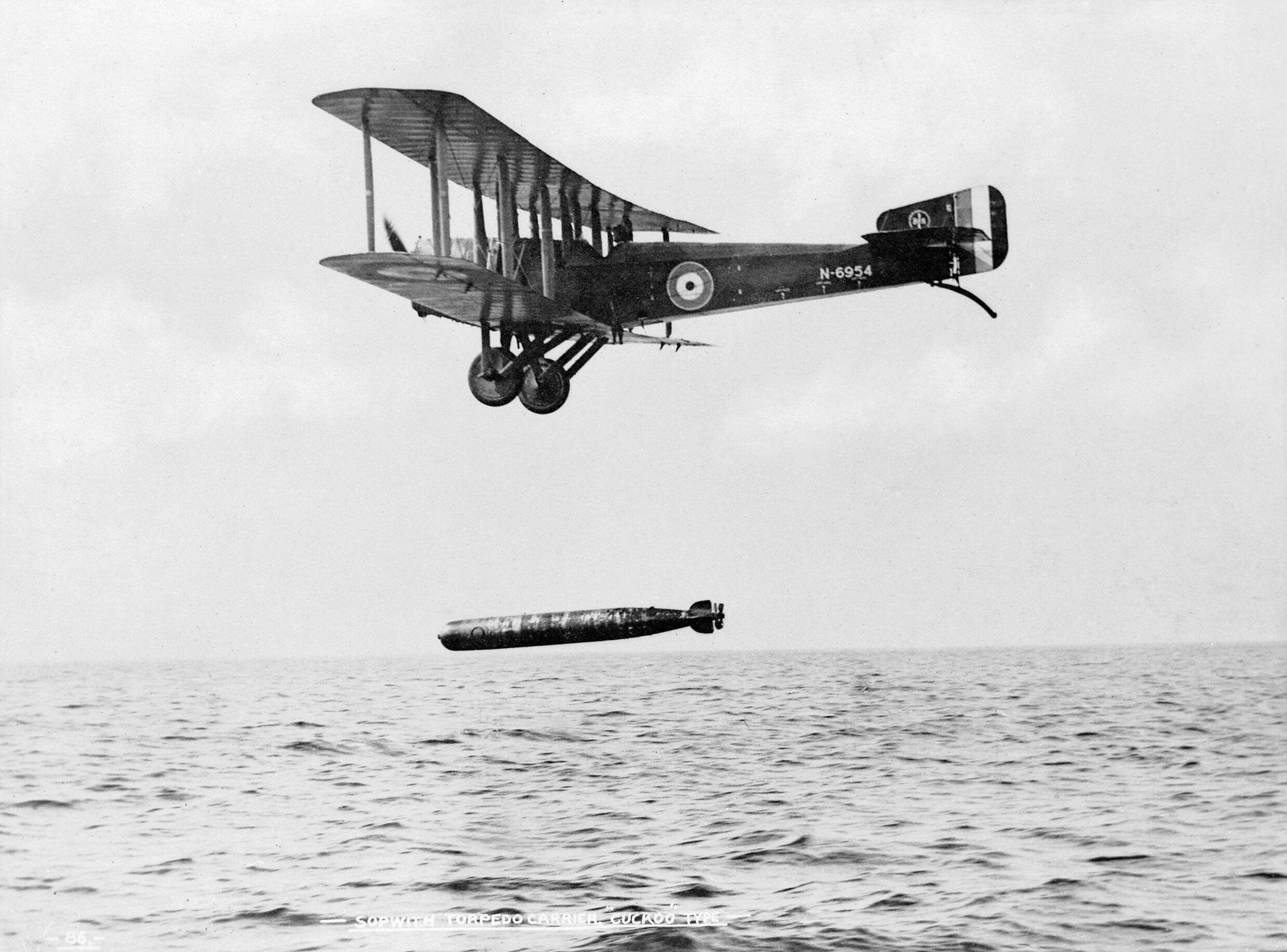
Літак Sopwith Cuckoo скидає повітряну торпеду під час Першої світової війни

Авіаційна торпеда — це морська зброя, торпеда, яку скидають з літального апарата — літака або гелікоптеру — у воду, після чого снаряд сам прямує до цілі. Вперше було використано під час Першої світової війни, широкого використання повітряні торпеди набули під час Другої світової війни і використовуються по нині. Повітряні торпеди менші і легші від торпед які використовують на субмаринах і надводних кораблях.
Історично, термін «повітряні торпеди» належав до летючих бомб і безпілотних літальних апаратів які використовували як зброю, яка була попередником сучасних крилатих ракет. Зараз, цей термін належить до морських торпед які запускають з повітря.

## Історія

### Походження

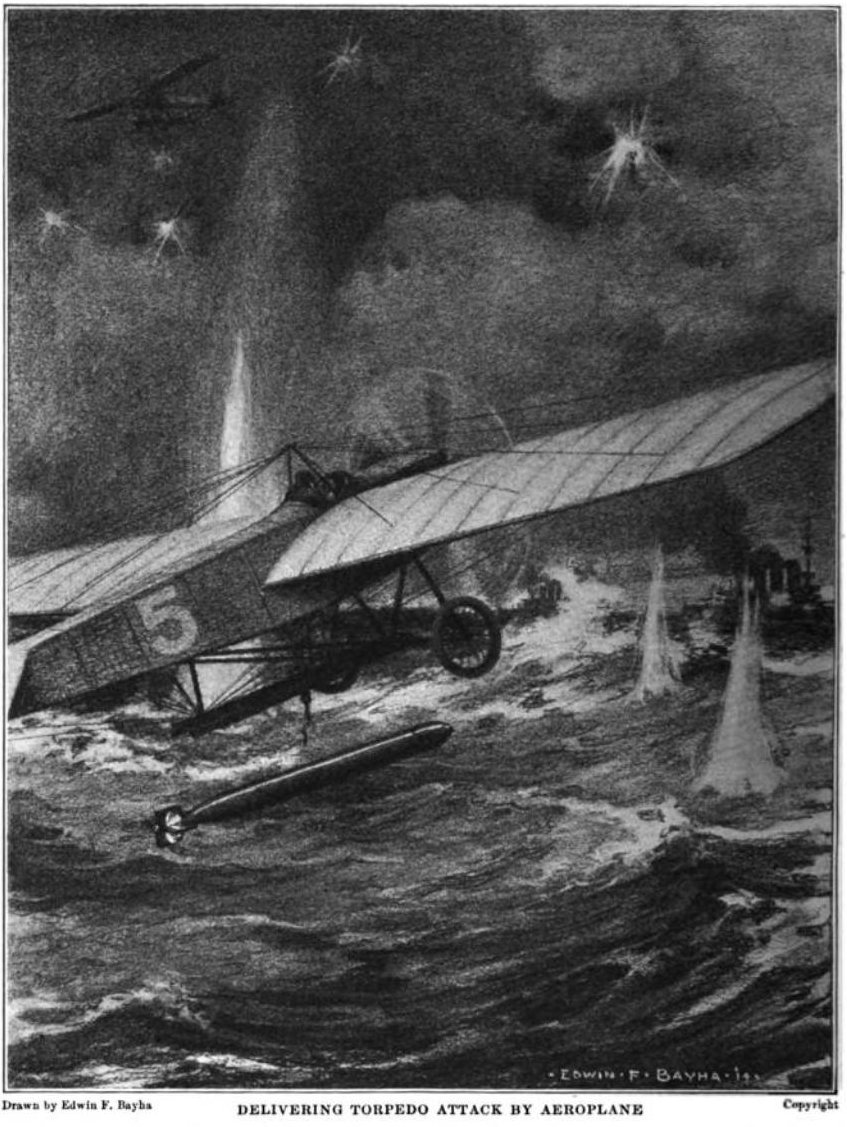
У 1915 контр-адмірал Бредлі А Фіске став творцем повітряної торпеди.

Ідея скидання легкої торпеди з літака з'явилася на початку 1910-х у Бредлі Аллан Фіске, офіцера флоту США. Патент на це було видано у 1912. Фіске розробив механізм перевезення та скидання повітряної торпеди з бомбардувальника і розробив тактику яка включала в себе нічну атаку на корабель щоб зменшити небезпеку від зенітного вогню з корабля. Фіске визначив, що торпедоносець повинен швидко спуститися по крутій спіралі щоб уникнути ворожого вогню, потім на висоті від 3 до 6 м над водою літак повинен вирівнятися для виходу на бойовий курс. Літак повинен скинути торпеду на відстані 1400-1800 м від цілі. У 1915 Фіске повідомляв, що такий метод атаки можна використовувати ворожих гаванях якщо там достатньо місця. Проте, Конгрес США не виділяв кошти на дослідження повітряних торпед до 1917 коли США вступили у Першу світову війну. До 1921 США не мали літаків які були спеціально призначені для цих цілей.

### Перший торпедоносець
У той час, Королівські авіаційна служба ВМС розпочали активні дослідження у цьому напрямку. Перша успішна атака повітряною торпедою відбулася у 1914 Гордоном Беллом, який скинув торпеду Вайтгеда з гідроплана Short S.64. Успіх цієї операції призвів до створення спеціального літака-торпедоносця, Short Type 184, який було побудовано у 1915.
Було замовлено 10 літаків, а 936 літаків було побудовано 10-ма різними британськими літакобудівними компаніями протягом Першої світової війни. Два прототипи було розташовано на борту HMS Ben-my-Chree, який відплив до Егейського моря 21 березня 1915 для участі у дарданельській операції.
У той же час у Італії капітан Алессандро Гуідоні з Королівських ВМС Італії проводив схожі випробування у 1913, за допомогою винахідника Рауля Патераса Пескара і у лютому 1914 провів успішне скидання 800 фунтової торпеди, через що виникли суперечки яка з країн вперше застосувала повітряну торпеду.

### Перша світова війна

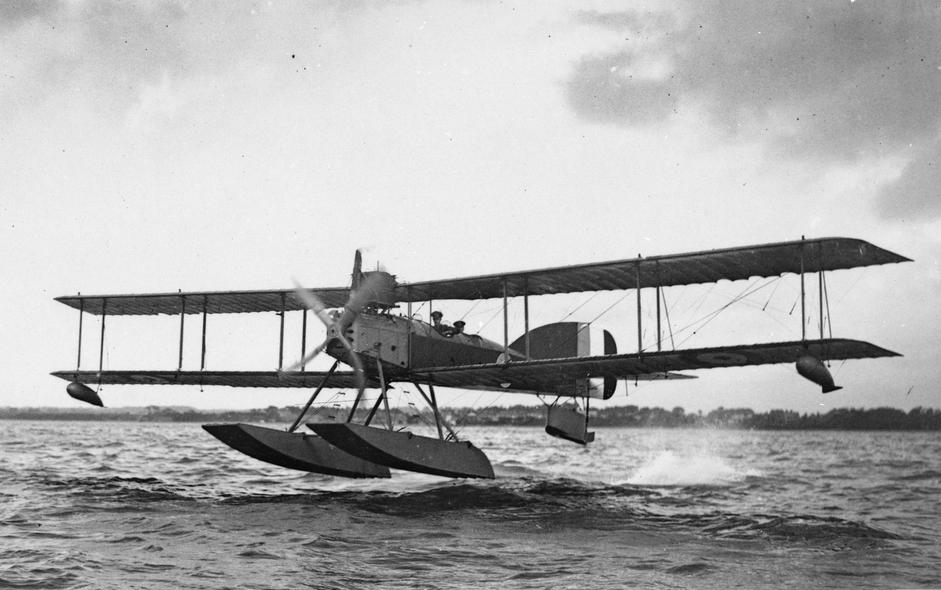
Літак Short Type 184 став першими торпедоносцем побудованим у 1915.

У листопаді 1914 німці почали експерименти на Боденському озері з тактики скидання торпед з Цепелінів. У грудні 1914, командир ескадрильї Сесіл Лє Стрендж Малон прокоментував свою участь у рейді на Куксгафен "Тільки уявіть, що відбувалося б якщо б наші гідроплани, або ті які було направлено проти нас, мали б торпеди або легкі гармати."
12 вересня 1915 літак Short Type 184, пілотований флайт командером Чарльзом Едмондсом, став першим у світі літаком який атакував корабель повітряною торпедою. Піднявшись у повітря з борту HMS Ben-my-Chree у Егейському морі, літак Едмондса озброєний 810-фунтовою (370 кг) торпедою діаметром 14 дюймів (360 мм) зміг потопити турецький корабель, підтримки у Мармуровому морі підлетівши з боку суші.
Через п'ять днів було потоплено інший турецький корабель.Флайт-лейтенант Г. Б. Дакр, потопив турецький буксир після змушеної посадки на воду через неполадки у двигуні. Дакр підрулив літак до буксиру, скинув торпеду і потім зміг злетіти і повернутися на борт Ben-My-Chree. Обмеження у використанні літаків Short як торпедоносця полягали у тому, що вони могли злетіти з торпедами лише за ідеальної погоди і спокійного моря, і, з таким навантаженням, могли протриматися у повітрі тільки 45 хвилин до того як закінчувалося паливо.
1 травня 1917 німецький гідроплан скинув торпеду і потопив британський пароплав Gena з Суффолку водотоннажністю 2829 тонн. Другий німецький гідроплан було збито вогнем з Gena, який тонула. Німецька ескадрилья торпедоносців була створена у Остенді і Зеебругге для подальших дій у Північному морі. Пізніше у 1917 ВМС США почали випробування 400-фунтової (180 кг) торпеди-болванки. Під час першого випробування, торпеда відскочила від води і майже влучила у літак. У Британії було побудовано кілька торпедоносців, в тому числі Sopwith Cuckoo, Short Shirl та Blackburn Blackburd, але ескадрилью було створено пізно і вона не змогла серйозно вплинути на хід війни.

### Міжвоєнні роки

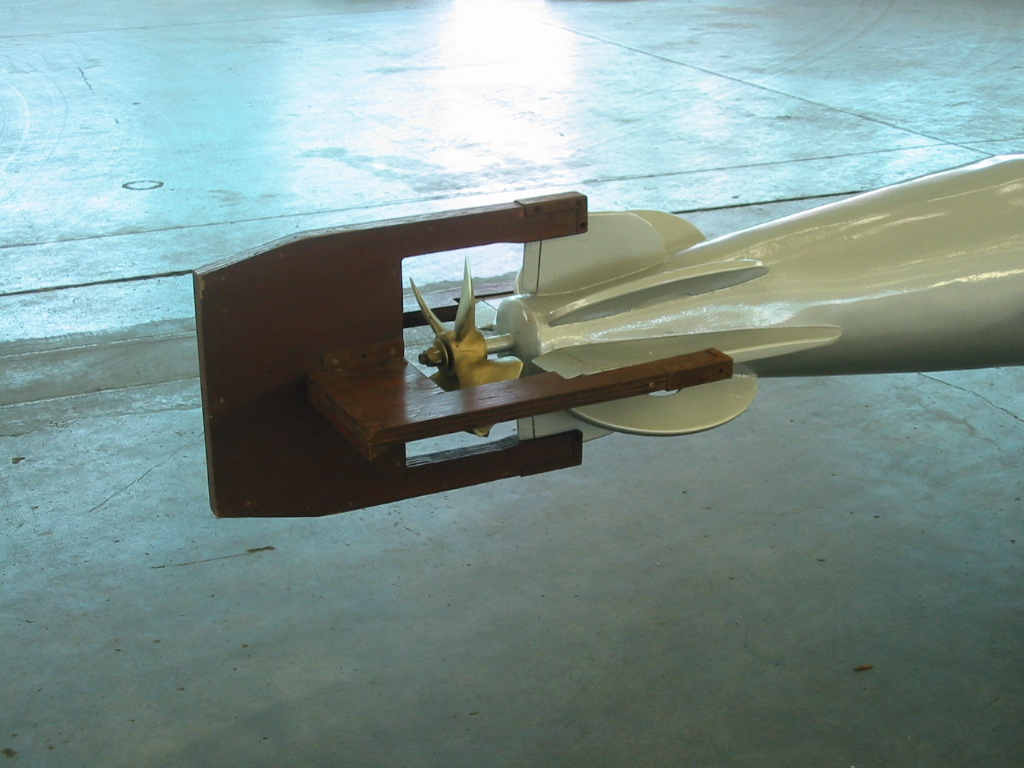
Відкидний дерев'яний стабілізатор який допомагав стабілізувати торпеду у повітрі. Він тримався на металевих стабілізаторах лише за допомогою тертя і тому скидався під тиском води.

США купили перші 10 торпедоносців у 1921, це був варіант Martin MB-1. Ескадрилья ВМС та КМП США базувалася на військово-морській база у Йорктауні. Генерал Біллі Мітчел запропонував озброювати торпедоносцями живими боєголовками як частина Проєкту B (демонстрація протикорабельного бомбардування), але ВМС цікавив лише ефект уражень після атаки. Замість цього при випробуваннях було використано болванки для імітації атаки чотирьох лінкорів які йшли зі швидкістю 17 вузлів. Торпедоносці добре показали себе.
У 1931 японський флот розробив торпеду «Тип 91», яка була призначена для торпедоносців для скидання з висоти 330 футів (100 м) на швидкості 100 вузлів (190 км/год; 120 миля/год). У 1936 торпеди отримали дерев'яні стабілізатори для збільшення аеродинамічних властивостей — вони відпадали від торпеди при зустрічі з водою. У 1937, з відкидною дерев'яною заслінкою на носі, торпеду можна було скидати з висоти 660 футів (200 м) і на швидкості 120 вузлів (220 км/год; 140 миля/год). 1938 року було прийнято тактичну доктрину за якою повітряну торпеду Type 91 можна було випускати на дальності 3 300 футів (1 000 м) від цілі. Також японський флот розробив доктрину нічних і масованих денних атак, а також координування атак між наземними і палубними торпедоносцями.
Японці розділили бомбардувальні ескадрильї на дві групи, щоб вони могли атакувати ворожі лінкори з двох носових чвертей, щоб зробити неможливим для цілі, маневруючи, ухилитися від торпед, а також щоб ворогу було важко вести зенітний вогонь. Проте японські тактичні експерти вважали, що у воєнний час атака на лінкор буде лише на третину успішною у порівнянні з тренувальними польотами у мирний час.
Починаючи з 1925 року США почали розробляти спеціальну торпеду для використання лише на літаках. Проєкт зупиняли і відновлювали кілька разів, кінцевим результатом стало створення торпеди Mark 13, яку було прийнято на озброєння у 1935. Mark 13 відрізнялася від повітряних торпед інших країн тим, що вона була ширшою і коротшою. Хоча вона була більш повільною ніж конкуренти, але мала більшу дальність ходу. Торпеду скидав Douglas TBD Devastator, який був повільнішим і з нижчою висотою польоту (50 футів (15 м) high, 110 вузлів (200 км/год; 130 миля/год) ніж японські конкуренти.

### Друга світова війна
У ніч з 11 на 12 листопада 1940, торпедоносці Swordfish британських повітряних сил флоту потопили три італійські лінкори у нападі на Торонто використавши для цього торпеди і бомби. У випадку переслідування німецького лінкора Бісмарк, торпеди пускали при неспокійному морі і тому лише одна торпеда змогла уразити кермо, що дозволило британському флоту наздогнати його. Стандартною британською торпедою першої половини Другої світової війни була 18-inch Mark XII,  450 мм торпеда з вагою у 1 548 фунт (702 кг) з вибуховим зарядом у 388 фунт (176 кг) з тринітротолуолу (TNT).
Розробка німецьких повітряних торпед відставала від інших країн — протягом 1930-х цей тип зброї ігнорувався. На початку Другої світової війни Німеччина випускала лише п'ять повітряних торпед у місяць, і половину з них використовували для навчання. Замість цього замовляли італійські торпеди розроблені компанією Fiume, всього було доставлено 1000 торпед.

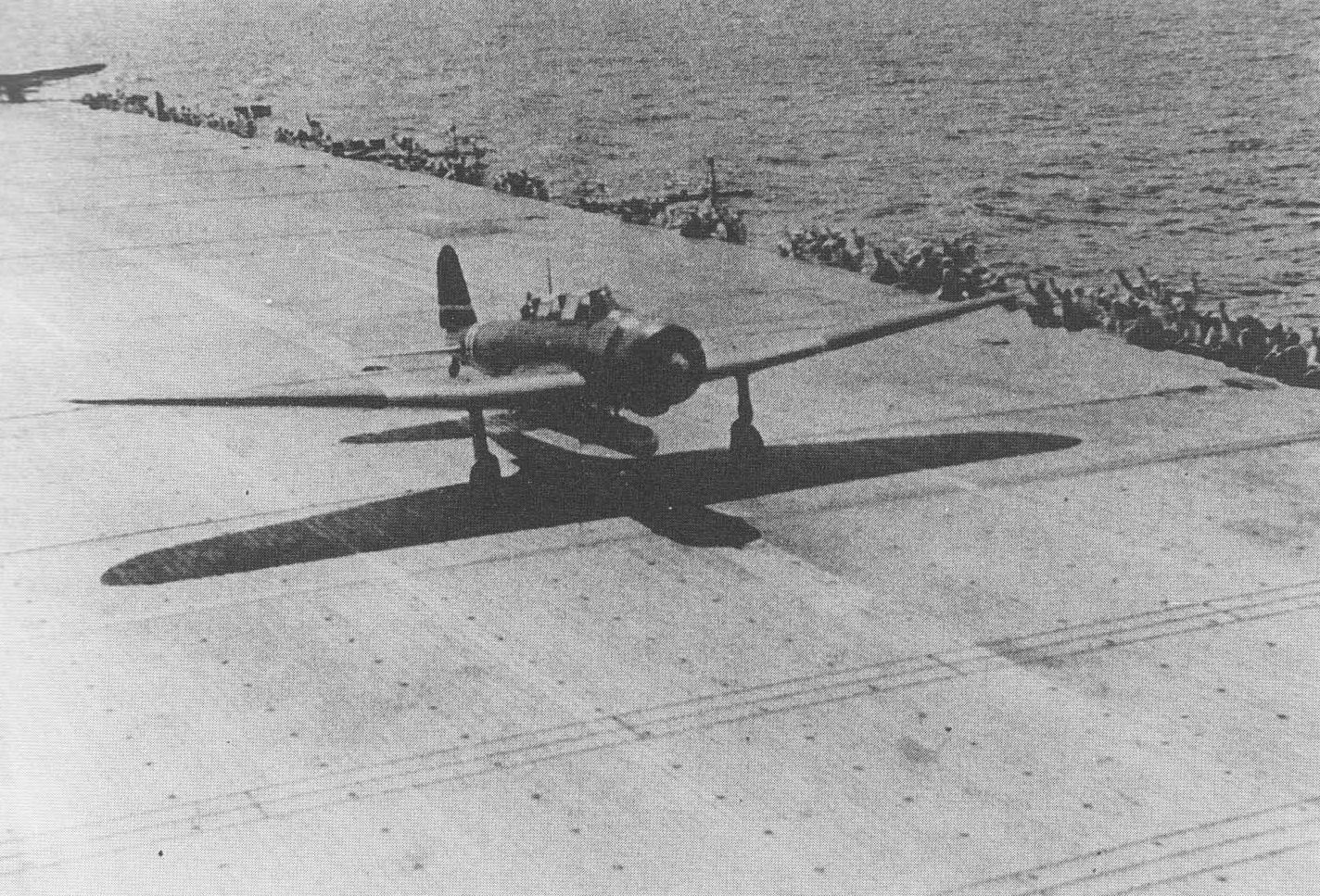
Японський торпедоносець Nakajima B5N2 злітає з борту авіаносця Дзуйкаку під час битви у Кораловому морі.

У серпні 1941 японські пілоти проводили навчальні польоти на мілководді затоки Кагошима, випробуючи покращені торпеди «Тип 91» і розробляючи тактику атаки кораблів у гавані. Вони виявили, що торпедоносці Nakajima B5N можуть летіти зі швидкістю 160 вузлів (296 км/год; 184 миля/год), дещо швидше ніж очікувалося, без торпед при атаці гавані на висоті 100 футів (30 м). 7 грудня 1941, лідируюча хвиля — 40 торпедоносців B5N — використали тактику за якою змогли завдати більше 15 уражень під час нападу на Перл-Гарбор.
У квітні 1942 Адольф Гітлер наказав надати пріоритет розробкам повітряних торпед і Luftwaffe перемогли у Kriegsmarine. Кількість повітряних торпед протягом року зросло, тому надлишок  торпед зберігся до кінця війни. З 1942 до кінця 1944 було використано приблизно 4000 повітряних торпед, але протягом війни було випущено 10000 торпед. На торпедоносці було перероблено літаки Heinkel He 111 і Junkers Ju 88, але винищувачі Focke-Wulf Fw 190 тестувалися як системи доставки. Проблеми німецьких торпед, після капітуляції Італії у вересні 1943, були вирішені за рік до цього після візиту японської субмарини I-30 у вересні 1942, для доставки у Німеччину технології і креслень торпеди Type 91,яка у Німеччині отримала назву Luftorpedo LT 850.
Торпеда Mark 13 була основною американською торпедою, поки не була доведена до досконалості після 1943 коли тестування показали, що у 70 відсотках випадків їх можна скидати з літаків зі швидкістю польоту більшою за 150 вузлів (280 км/год; 170 миля/год). Як і японські Type 91, Mark 13 мали дерев'яний ніс і дерев'яне хвостове кільце, обидва скидалися при потраплянні у воду. Дерев'яні кожухи сповільнювали торпеду і допомагали зберігати їй курс на ціль при скиданні з висоти. Носовий обтікач поглинав достатньо кінетичної енергії яка виникала при ударі торпеди о воду, що допомогло збільшити висоту до 2 400 футів (732 м) при швидкості 410 вузлів (760 км/год; 470 миля/год).
У 1941 у США розпочалися розробки FIDO, електричної повітряної торпеди з акустичним наведенням для боротьби з субмаринами. У Великій Британії стандартною повітряною торпедою для скидання з більшої висоти стала Mark XV, наступником якої стала Mark XVII. Для палубних літаків, заряд вибухівки залишився колишнім 388 фунт (176 кг) TNT до того часу поки його не замінили на  432,5 фунт (196,2 кг) більш потужного торпекса.
Під час Другої світової війни палубні торпедоносці США зробили 1287 атак на кораблі, 65% проти бойових кораблів і мали влучання у 40%. Проте, низька висота, мала швидкість робили торпедоносці вразливими від вогню кораблів супроводу; наприклад під час битви за Мідвей практично всі застарілі американські торпедоносці — майже всі застарілі Douglas Devastator — були збиті японцями

### Корейська війна
Після Другої світової війни зенітний захист було покращено, що призвело до того, що торпедні атаки стали значно небезпечнішими для літаків. Легкі повітряні торпеди були пристосовані для використання на малих човнах. Єдиним місцем де залишилося використання повітряних торпед у боротьбі з субмаринами.
Протягом Корейської війни ВМС США успішно знешкодили греблю Хванчхон повітряними торпедами які запускали з A-1 Skyraiders.

### Сучасна зброя
З часу появи протикорабельних ракет, повітряні торпеди почали використовувати лише проти субмарин. Ракети мають більшу швидкість, більшу дальність і не мають обмежень по висоті пуску як торпеди. Деякі сучасні повітряні торпеди мають систему наведення для атаки наземних кораблів, хоча через велику наявність протикорабельних ракет і невеликі розміри боєголовок повітряних торпед їх рідко використовують.
На піку Фолклендської війни ВПС Аргентини у співпраці з флотом використовували прототип літака FMA IA 58 Pucará, AX-04, з пілонами для торпед Mark 13. Метою було виробництво літаків Pucara як торпедоносців для покращення протикорабельних можливостей ВПС Аргентини. Випробування проводилися у Пуерто-Мадрин, але війна закінчилася до того як техніки змогли довести проєкт до кінця.
В результаті зменшення ролі повітряних торпед у боротьбі з кораблями у доктринах сучасних флотів відсутні підрозділи оснащені торпедоносцями. Найбільш загальною платформою для торпед зараз є протичовнові вертольоти палубного базування, окрім того існують ще й літаки-торпедоносці, наприклад американський P-3 Orion.

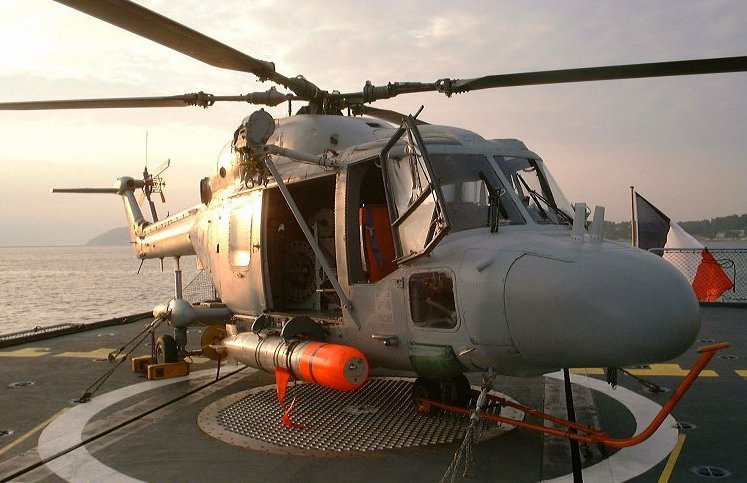
Французький вертоліт Lynx з торпедою MK46

Торпеди можуть бути встановлені на системи доставки ракет розроблені для протичовнової боротьби. Деякі конструкції є поєднанням ракетного двигуна з торпедою з чистим ударним балістичним профілем, наприклад, американська ASROC. Більш складною є повітряна система на базі дрона з автопілотом, наприклад, австралійська система Ікара. Більшість таких систем розроблено для пуску з надводних кораблів, але існують і виключення, наприклад, радянська система РПК-2 «Завірюха» (81Р), яка може встановлюватися на надводні і підводні кораблі.
Сучасні протичовнові повітряні торпеди менші ніж протичовнові повітряні торпеди минулого і зазвичай класифікуються як легкі торпеди. Зазвичай їх можно використовувати як на кораблях так і на літаках. Прикладом є американські торпеди Mark 46, Mark 50 та Mark 54. Через менший розмір повітряних торпед, у порівнянні з повнорозмірними аналогами, кількість таких торпед у субмарині може бути більшою.

## Конструкція
В добрій конструкції повітряної торпеди треба враховувати
- Дальність переміщення у повітря до потрапляння у воду
- Сильний удар у воду

Японські торпеди Type 91 використовували аеродинамічні хвостові стабілізатори у повітрі. Ці стабілізатори (представлені у 1936) відкидалися при вході у воду. Також було створено нову систему контролю (представлено у 1941) яка стабілізувала обертання у повітрі і у воді.
Торпеду Type 91 можно було скидати на швидкості 180 вузлів (333 км/год) з висоти 20 м (66 футів) на мілководді, крім того її можно було скидати при швидкості 204 вузли (максимальна швидкість торпедоносця Nakajima B5N2) у неспокійні хвилі бурхливого моря.